# Christopher Benfield Carter
Pour les articles homonymes, voir Carter.
Christopher Benfield Carter (30 novembre 1844, Montréal, Canada-Est, Province du Canada –  9 août 1906, Montréal, Québec, Canada) est un avocat et homme politique anglo-québécois.

## Origine et formation
Fils de Christopher Carter, médecin anglais de Montréal et d'Amelia Jane Coward, de Tiverton, comté de Devon, Angleterre, Christopher Benfield Carter entame d'abord ses études à la High School of Montreal,. Il poursuit ses études à l'Académie commerciale de Sorel, où il étudie notamment sous l'enseignement d'un certain E. C. Allan, puis entame des études en droit à l'Université McGill,. Benfield Carter se spécialise dans le droit commercial et gradue de l'université en janvier 1866, en même temps que Henri-Jules Juchereau Duchesnay, Christophe Alphonse Geoffrion et Joseph-Émery Robidoux. S'ensuit un stage de clerc qu'il complètera auprès de William Hastings Kerr, puis il est subséquemment admis au Barreau du Bas-Canada le 5 septembre 1866.

## Carrière professionnelle
De 1886 à 1888, Christopher Benfied Carter est un associé de William Hastings Kerr. Il pratique aussi le droit auprès de Maxwell Goldstein et Pierre Beullac. Benfield Carter deviendra par ailleurs un des co-dirigeants de la firme d'avocats Carter & Goldstein. 
En 1889, Benfield Carter est créé conseiller de la reine par Edward Stanley, 17e comte de Derby.
Le 28 mars 1894, Christopher Benfield Carter est signalé comme étant membre d'une corporation qui se nomme ''The Saint-Lawrence Chemical Company'' (limited), dont les objectifs se résument à « la fabrication, la vente et le commerce de toutes sortes de colle, de la graisse animale, de produits osseux, d'engrais et autres articles similaires, partout à travers le Dominion du Canada ». Ses associés en affaire sont Alfred Conn, agent, Adolphe Schweizer, chimiste, Osborne Minty Harris, marchand, et son partenaire en droit Maxwell Goldstein, enregistré comme avocat de cette corporation.
De 1897 à 1899, Christopher Benfield Carter occupe le poste de bâtonnier du barreau de Montréal. Parallèlement à ses activités d'avocat, Benfield Carter est également le trésorier de l'Association canadienne du barreau, le président du People's Montreal Building Society et le président de la Montreal and Sorel Railway,. En 1898, Benfield Carter est élu bâtonnier du Québec pour le bâtonnat de 1898-1899.

## Carrière politique
De 1902 à 1906, Christopher Benfield Carter est échevin du quartier Ouest au conseil municipal de Montréal,. 
Benfield Carter se présente aux élections générales québécoises de 1904 pour le district électoral Montréal numéro 5. Il remporte son élection avec 905 voix d'avance sur son adversaire, amassant un total de 1553 votes en sa faveur. Les allégeances politiques de Christopher Benfield Carter sont incertaines,,,. Bien qu'apparemment un conservateur politiquement, il semble que Benfield Carter ait été élu à titre de député indépendant, mais d'autres sources tendent à le montrer également comme candidat du Parti libéral du Québec, mené par Simon-Napoléon Parent,,,. Il est fort probable que Benfield Carter ait été élu en tant que député indépendant, l'édition du 18 novembre 1904 du journal La Patrie rapportant des propos qu'il a lui-même tenu une semaine avant l'élection : 

« On est venu me prier de me porter candidat. J'ai accepté à la condition que j'aurais l'appui des deux partis. (...) Il est bien entendu que je ne serai lié par aucune attache politique capable de m'influencer et que, si je vais au parlement, ce sera exclusivement pour prendre les intérêts de Montréal. »

— Christopher Benfield Carter
Le journal La Patrie, dans ses éditions du 18 novembre 1904, 19 novembre 1904, 26 novembre 1904 et 10 août 1906 le nomme tour à tour député libéral et député indépendant, ce qui rend ses allégeances politiques difficiles à asserter convenablement.  

## Vie privée et décès
Le 20 avril 1905, Christopher Benfield Carter épouse Emma Blunden à l'église anglicane St. James de Montréal. Le 28 juin 1905, Benfield Carter rédige son testament dans lequel il lègue ses avoirs et ses biens à sa femme ou à sa future progéniture et, puisqu'il est mort sans enfant, c'est Blunden qui héritera de tout.
Il était domicilié au 82, rue Crescent, à Montréal. 
Christopher Benfield Carter est décédé en fonction 9 août 1906 alors qu'il revenait d'un voyage en Angleterre à bord d'un bateau nommé le Victorian. Il est inhumé au cimetière St. James de Montréal le 13 août suivant.

## Hommages et distinctions

### Titre honorifique
- Conseiller de la reine[3]

### Titre de civilité
- Monsieur le bâtonnier[8]

#### Droit
- Avocat, Juriste
- Droit au Québec, Droit civil
- Histoire du droit au Québec, XIXe siècle en droit au Québec, XXe siècle en droit au Québec
- Système judiciaire du Québec, Loi du Québec
- Barreau du Québec, Bâtonnier du Québec
- Barreau de Montréal, Districts judiciaires du Québec
- Code civil du Bas-Canada, Code criminel du Canada